# Parque nacional Cumbres de Monterrey
El Parque Nacional Cumbres de Monterrey fue creado el 24 de noviembre de 1939 por decreto del entonces presidente Lázaro Cárdenas del Río, contando en ese entonces con un área de 246,500 hectáreas, lo que lo hizo en su momento el parque más grande de México. Por un decreto de redelimitación en el año 2000 se redujo su extensión a 177,395.95 hectáreas. Este parque se constituyó como tal para la conservación de la flora y fauna del lugar, la cual con el crecimiento de la Zona metropolitana de Monterrey se encuentra amenazada.

## Aspectos físicos

### Ubicación
El parque se encuentra ubicado en la Sierra Madre Oriental, en la parte correspondiente al estado mexicano de Nuevo León, abarcando en su extensión parte de los municipios de San Pedro Garza García, Monterrey, Montemorelos, Rayones, Santiago, Allende y Santa Catarina.

### Orografía
Ubicado en la Sierra Madre Oriental, el parque debe su nombre a las montañas que lo integran y que forman una serie de cañones y cascadas, de las cuales destaca la Cascada Cola de Caballo y la el Chipitín.

### Hidrografía
Este parque forma parte de la región hidrológica del Río Bravo, y en él se encuentran las cuencas de los ríos Pesquería, Ramos, Santa Catarina y San Juan. Del cual destaca el de Santa Catarina ya que es el de mayor captación de la zona.

### Clima
En las partes más altas el clima es templado y suelen presentarse nevadas en el invierno, los veranos son calurosos.

## Flora y fauna
De acuerdo al Sistema Nacional de Información sobre Biodiversidad de la Comisión Nacional para el Conocimiento y Uso de la Biodiversidad (CONABIO) en el Parque Nacional Cumbres de Monterrey habitan más de 3,460 especies de plantas y animales de las cuales 104 se encuentran dentro de alguna categoría de riesgo de la Norma Oficial Mexicana NOM-059  y 169 son exóticas,

### Flora
La flora del lugar se divide en dos grandes zonas:
La Huasteca, ubicada al norte del lugar y que se caracteriza por su vegetación de matorral bajo. Las especies que se encuentran son el agave, anacahuita, cenizo, yuca, maguey, mezquite, por solo mencionar las principales.
En la zona sur, por su elevación, se encuentran pastizales y bosques templados de coníferas, entre las que sobresalen el pino, encino y nogal.

### Fauna
Entre la fauna del lugar y debido a que se ubica en el límite del septentrión y el trópico, se pueden encontrar especies relativas al clima tropical y templado al sur y al norte las que más resisten el clima árido que caracteriza a esa zona. El Parque alberga aproximadamente a 22 especies de mamíferos y 450 especies de aves. Las especies a saber son: Entre los mamíferos están el oso negro, el venado cola blanca, el pecarí de collar, la zorro gris, y algunos felinos como el puma, el jaguar y el gato montés. Entre las aves se encuentran: el halcón peregrino y el aguililla cola roja; la Cotorra serrana oriental y la paloma de alas blancas.

## Atractivos del lugar
Debido a sus características, el PNCM es ideal para practicar deportes de montaña. También se puede disfrutar de la contemplación del paisaje. En el Cerro de Chipinque se ubica el Parque Ecológico Chipinque, en el municipio de San Pedro Garza García. 
Así como el salto y la cascada de potrero redondo ubicado en La Comunidad Agraria Potrero Redondo, que se encuentran al interior del parque nacional cumbres de Monterrey.

## Conservación
El 23 de agosto de 1998 la Secretaría de Medio Ambiente y Recursos Naturales (SEMARNAT) dio a conocer programas para la protección del PNMC. En diciembre de 2006 se actualizó el Plan de Manejo.